# Rakivșciîna, Ovruci
Rakivșciîna (în ucraineană Раківщина) este localitatea de reședință a comunei Rakivșciîna din raionul Ovruci, regiunea Jîtomîr, Ucraina.

## Demografie
Componența lingvistică a localității Rakivșciîna
     Ucraineană (98,97%)
     Alte limbi (1,04%)
Conform recensământului din 2001, majoritatea populației localității Rakivșciîna era vorbitoare de ucraineană (98,97%), existând în minoritate și vorbitori de alte limbi.